# Willi Hofmann
Willi Hofmann (ur. 27 grudnia 1940 w Zurychu) – szwajcarski bobsleista. Brązowy medalista olimpijski z Grenoble.
Zawody w 1968 były jego jedynymi igrzyskami olimpijskimi. Po medal sięgnął w czwórkach. Osadę tworzyli także Jean Wicki, Hans Candrian i Walter Graf.